# صقيع ناعم

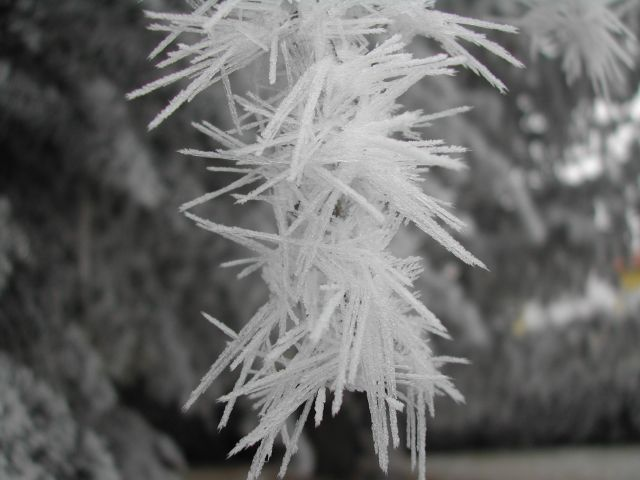
الصقيع الناعم

الضريب الهَش أو الصقيع الناعم (بالإنجليزية: Soft rime )‏ عبارة عن ترسيب من الثلج الأبيض والذي يتكون عندما تتجمد قطرات الماء في الضوء أو الضباب أو الرذاذ على الأسطح الخارجية للأشياء، في وجود الرياح الخفيفة أو الهادئة. ويتجمد الضباب عادة على الجانب المواجه للريح من أغصان الشجر والأسلاك أو أي أشياء صلبة أخرى.
يشبه الصقيع الناعم في مظهره «الصقيع هور» ولكن الصقيع الناعم يتكون بواسطة البخار الذي يتكثف أولاً إلى قطرات سائلة (من الضباب أو الرذاذ أو السحب) ومن ثم يلتصق بسطح ما، بينما يتكون الصقيع هور بواسطة الترسب المباشر لبخار الماء إلى جليد صلب. الطبقة الثقيلة من الصقيع هور والتي تسمى بالصقيع الأبيض تعتبر شبيهة جداً في مظهرها بالصقيع الناعم ولكن عملية التكوين تختلف: حيث تحدث عندما لا يكون هناك أي ضباب ولكن في وجود معدلات عالية جداً من الرطوبة النسبية للهواء (أعلى من 90%) ودرجات الحرارة أقل من (-8 درجة مئوية) (18 درجة فهرنهايت).
تأخذ تكوينات الصقيع الناعم مظهر الإبر الجليدية البيضاء ومقاييسها حيث أنها هشة ويمكن أن تهتز بسهولة وتقع من على الأشياء. والعوامل التي تكون في صالح الصقيع الناعم هي الحجم الصغير للقطرات، التراكم أو التزايد البطئ للمياه السائلة، الدرجة العالية من البرودة الفائقة بالإضافة إلى التبديد أو التشتت السريع للحرارة الكامنة للانصهار. الظروف المقابلة تكون لصالح الثلج ذو الكثافة الأعلى مثل الصقيع الصلب أو الجليد الشفاف.
تعتبر مقاطعة جيلين «مدينة رايم» واحدة من عجائب الدنيا الطبيعية الأربع في الصين.

## وصلات خارجية
- AMS Glossary, American Meteorological Society
- Coolweather Codes and Scales - Hydrometeors